# Faidit de Belestar
Faidit de Belestar o Bélestat, anche scritto Faiditç de Belistar, in francese Faydit du Bellestat (fl. XII-XIII secolo) è stato un trovatore occitano attivo a cavallo tra il XII e il XIII secolo, originario possibilmente di Belesta (Ariège) o di Bélestat (Alvernia), identificabile secondo alcuni con Uc Faidit.
Nei manoscritti vi è discordanza per quanto concerne l'autorialità dei testi, per cui un componimento attribuito talvolta a Faidit de Belestar viene ad essere conteso in altri manoscritti da altri trovatori.
Tra i componimenti attribuiti e al contempo contesi troviamo:
- Aissi com cel que tem qu'amors l'aucia (contesa da Arnaut de Marueill e Perdigon)
- Tot atressi... cum la clartatz del dia (contesa da Rigaut de Berbezill e da Albert de Sestaro)